# Spax International
Spax International (Eigenschreibweise SPAX International) ist ein Unternehmen für Verbindungstechnik mit Sitz in Ennepetal (Südwestfalen). Es gehört zur Holding der Altenloh, Brinck & Co-Gruppe (ABC) und ist Hersteller der bekannten Spax-Schrauben. Als Spanplattenschrauben, bei denen ein Vorbohren nicht mehr notwendig ist, wurden sie 1967 unter dem Markennamen ABC-SPAX auf dem Markt eingeführt und zum Inbegriff der selbstschneidenden Universalschraube. Spax International und das amerikanische Schwesterunternehmen Altenloh, Brinck & Co. US in Bryan, Ohio, produzieren nach eigenen Angaben zusammen rund 10 Milliarden Spax-Schrauben im Jahr.

## Geschichte
Spax International entstand 2008 aus der Umbenennung der Vorgängerfirma ABC Verbindungstechnik GmbH & Co. KG. Der Bereich Verbindungstechnik war 2003 von ABC ausgegliedert und als eigenständiges Unternehmen unter das Dach der nun als Holding fungierenden Altenloh, Brinck & Co-Gruppe eingeordnet worden.  Der Grund für die spätere Umbenennung war ein zunehmendes Markenbewusstsein, mit dem im Zuge eines Markentransfers der etablierte Markenname Spax auch auf das Unternehmen selbst und damit auf andere Produkte der Befestigungstechnik ausstrahlen sollte.

## Produktion und Vertrieb
Das Unternehmen fertigt an zwei Standorten in Ennepetal und Gevelsberg. Die Spax-Vertriebsgesellschaften in Frankreich, Großbritannien, Polen, Spanien, Schweden und Australien gehören zur Muttergesellschaft ABC.

## Auszeichnungen
- 2005: Holzbaupreis: 1. Preis „Innovative Bauprodukte“ (gemeinsam mit dem Lehrstuhl Ingenieurholzbau und Baukonstruktionen der Uni Karlsruhe)[5]
- 2007: Marketing-Preis des Marketing Clubs Südwestfalen[6]